# Antonio Gálvez Ronceros
Antonio Gálvez Ronceros (14. října 1932, El Carmen, Peru – 20. června 2023, Lima) byl peruánský spisovatel a profesor lingvistiky na Universidad Nacional Mayor de San Marcos.
Studoval pedagogiku a literaturu a poté vyučoval španělštinu na vysokých školách.

## Dílo
- Los Ermitaños, 1962
- Monólogo desde las tinieblas, 1975
- Historias para reunir a los hombres, 1988
- Aventuras con el candor, 1989
- Cuadernos de agravios y lamentaciones, 2003